# Вугер Село
Вугер Село (хрв. Vuger Selo) је некадашње насељено место у саставу града Загреба, Хрватска.

## Историја
До територијалне реорганизације у Хрватској била је у саставу старе загребачке приградске општине Сесвете. На попису становништва из 2021. насеље је укинуто и заједно са насељима Кућанец и Вугровец Доњи спојено у ново самостално насеље Вугровец.

## Становништво
| Број становника према пописима | Број становника према пописима | Број становника према пописима | Број становника према пописима | Број становника према пописима | Број становника према пописима | Број становника према пописима | Број становника према пописима | Број становника према пописима | Број становника према пописима | Број становника према пописима | Број становника према пописима | Број становника према пописима | Број становника према пописима | Број становника према пописима | Број становника према пописима |
| ------------------------------ | ------------------------------ | ------------------------------ | ------------------------------ | ------------------------------ | ------------------------------ | ------------------------------ | ------------------------------ | ------------------------------ | ------------------------------ | ------------------------------ | ------------------------------ | ------------------------------ | ------------------------------ | ------------------------------ | ------------------------------ |
| 1857.                          | 1869.                          | 1880.                          | 1890.                          | 1900.                          | 1910.                          | 1921.                          | 1931.                          | 1948.                          | 1953.                          | 1961.                          | 1971.                          | 1981.                          | 1991.                          | 2001.                          | 2011.                          |
| 275                            | 291                            | 298                            | 352                            | 353                            | 259                            | 261                            | 266                            | 242                            | 233                            | 225                            | 187                            | 169                            | 164                            | 221                            | 273                            |

Напомена: До 1900. исказивано под именом Слатина, а од 1910. до 1971. под именом Вугер-Село На листи 2021. укинут и заједно са насељима Кућанец и Вугровец Доњи спојен у ново самостално насеље Вугровец, које садржи део података из 1857. до 2011.